# SimEarth
SimEarth è un videogioco di simulazione ideato da Will Wright e pubblicato nel 1990 dalla Maxis, in cui il giocatore controlla un pianeta. Nonostante il videogioco sia stato ammirato durante il periodo della pubblicazione, non registrò grandi vendite come il suo predecessore SimCity.

## Caratteristiche
Lo scopo del gioco è quello di creare la vita in un mondo sterile, partendo dai semplici microrganismi unicellulari fino alla creazione di una civiltà avanzata sul pianeta.
La chiave di tutto sono gli Omni Point, infatti ogni organismo costa un determinato numero di Omni point (pochi per i primi organismi, molti per la creazione di specie più grosse).